# Mardan
Mardan er en by i distriktet Mardan i den pakistanske provins Khyber Pakhtunkhwa med cirka 360.000 indbyggere (2017). 